# Боскалђизи (Бергамо)
Боскалђизи је насеље у Италији у округу Бергамо, региону Ломбардија.
Према процени из 2011. у насељу је живело 11 становника. Насеље се налази на надморској висини од 431 м.